# Luizinho Vieira
Luizinho Vieira (født 4. februar 1972) er en tidligere brasiliansk fodboldspiller.